# Els Rochette
Els Rochette (Leuven, 8 mei 1974) is een Belgisch politica voor Vooruit.

## Levensloop
Rochette werd in 1994 bachelor sociaal werk aan de Katholieke Universiteit Brussel. Van 1995 tot 2005 werkte ze als straathoekwerkster met jongerenprostituees en van 2002 tot 2005 was ze praktijklector sociaal-cultureel werk aan de Katholieke Hogeschool Leuven. Vervolgens was ze van 2004 tot 2019 artistiek directeur van de Globe Aroma, een sociaal-artistieke werk- en ontmoetingsplaats voor gevluchte kunstenaars en de Brusselse kunst- en cultuursector.
Bij de Brusselse gewestverkiezingen van mei 2019 stond Rochette als onafhankelijke op de tweede plaats van de One.brussels-sp.a-lijst aangevoerd door Pascal Smet. Later trad ze officieel toe tot sp.a/Vooruit.
Ze werd verkozen in het Brussels Hoofdstedelijk Parlement, waar ze zich toelegde op de bestrijding van armoede en dakloosheid en de relatie tussen jongeren en de politie, en belandde zo eveneens in de Raad van de Vlaamse Gemeenschapscommissie. Van 2019 tot 2023 was Rochette fractievoorzitter van One.brussels-sp.a en Vooruit.brussels en in december 2023 volgde ze Fouad Ahidar op als voorzitter van de Raad van de Vlaamse Gemeenschapscommissie. Ze bleef dit tot aan de gewestverkiezingen van juni 2024, waarbij ze niet werd herkozen. In oktober 2024 kwam Rochette op bij de gemeenteraadsverkiezingen in Vorst, maar ze raakte evenmin verkozen. 
Sinds maart 2025 is zij zakelijk coördinator van MetX, een productiehuis voor muziek om stedelijke diversiteit te vieren. 